# 히가시아리타정
히가시아리타정(東有田町)은 사가현 니시마쓰우라군에 있던 정이다. 현재의 아리타정의 일부에 해당한다.

## 역사
- 1889년 4월 1일 - 정촌제 시행에 의해 니시마쓰우라군 신촌이 성립하였다.
- 1895년 11월 3일 - 아리타촌으로 개칭되었다.
- 1947년 1얼 1일 - 아리타촌이 정으로 승격, 개칭해 히가시아리타정이 되었다.
- 1954년 4월 1일 -  구 아리타정과 합병해 새로운 아리타정이 성립하여 폐지되었다.

## 교통

### 철도
- 일본국유철도
  - 나가사키선

## 참고문헌
- 角川日本地名大辞典 41 佐賀県
- 『市町村名変遷辞典』東京堂出版、1990年。